# Тимелія червонолоба
Тиме́лія червонолоба (Malacopteron cinereum) — вид горобцеподібних птахів родини Pellorneidae. Мешкає в Південно-Східній Азії.

## Підвиди
Виділяють чотири підвиди:
- M. c. indochinense (Robinson & Kloss, 1921) — східний Таїланд, Камбоджа, Лаос і В'єтнам;
- M. c. cinereum Eyton, 1839 — Малайський півострів, Суматра, Калімантан і острови Південнокитайського моря;
- M. c. niasense (Riley, 1937) — острів Ніас;
- M. m. rufifrons Cabanis, 1851 — Ява.

## Поширення і екологія
Червонолобі тимелії живуть у вологих рівнинних тропічних лісах та на болотах.